# Albert S. Johnston
Albert Sidney Johnston (Washington, Kentucky, 1803 – Shiloh, Tennessee, 1862). Militar al servei dels Estats Confederats d'Amèrica. Graduat a l'Acadèmia Militar dels Estats Units el 1826, va lluitar en la Guerra de Black Hawk (1832), amb Mèxic (1846-1848) i en l'expedició contra els mormons de Utah el 1857. Adoptat per Texas, el 1861 fou nomenat segon general en rangle confederat. S'encarregà de la línia del Mississipi i les Alleghany. Morí de les ferides provocades a la batalla de Shiloh.